# Sex suffragia
Per Sex suffragia si intendono le sei centurie di cavalieri nell'ordinamento centuriata che portavano l'appellativo di Ramnes, Tities e Luceres primi, oltre a quello di Ramnes, Tities e Luceres secundi. Il fatto che esistano aggettivi come primi e secundi lascerebbe intendere che i reparti di cavalleria vennero, in un certo momento, raddoppiati.

## Storia
Con l'occupazione di Roma da parte degli Etruschi, si narra che Tarquinio Prisco, quinto re di Roma, riformò la classe dei cavalieri. Egli decise, infatti, di raddoppiare il numero delle tribù fino ad allora in numero di tre: Ramnes, Tities e Luceres e di aggiungerne altre tre, a cui diede un differente denominazione. Queste ultime furono chiamate posteriores o sex suffragia, ed erano costituite da ulteriori 600 cavalieri.
La riforma successiva apportata da Servio Tullio, oltre a coinvolgere la fanteria, riguardò anche la cavalleria, dove dispose di reclutare gli equites oltre alle precedenti 6 centurie dal fiore dell'aristocrazia cittadina (che potrebbero coincidere con quelle formate da Tarquinio Prisco e riconducibili ai sex suffragia), altre 12 centurie: per un totale 18 centurie. Per l'acquisto dei cavalli l'erario stabilì, inoltre, lo stanziamento annuo di 10.000 assi a centuria, mentre sancì che fossero le donne non sposate a pagarne il mantenimento degli stessi con 2.000 assi annui a centuria. Tale costo fu più tardi trasferito alle classi più ricche.